# Lepisorus obscurevenulosus
Lepisorus obscurevenulosus är en stensöteväxtart som först beskrevs av Bunzo Hayata, och fick sitt nu gällande namn av Ren-Chang Ching. Lepisorus obscurevenulosus ingår i släktet Lepisorus och familjen Polypodiaceae. Inga underarter finns listade.